# Robert Gradwell

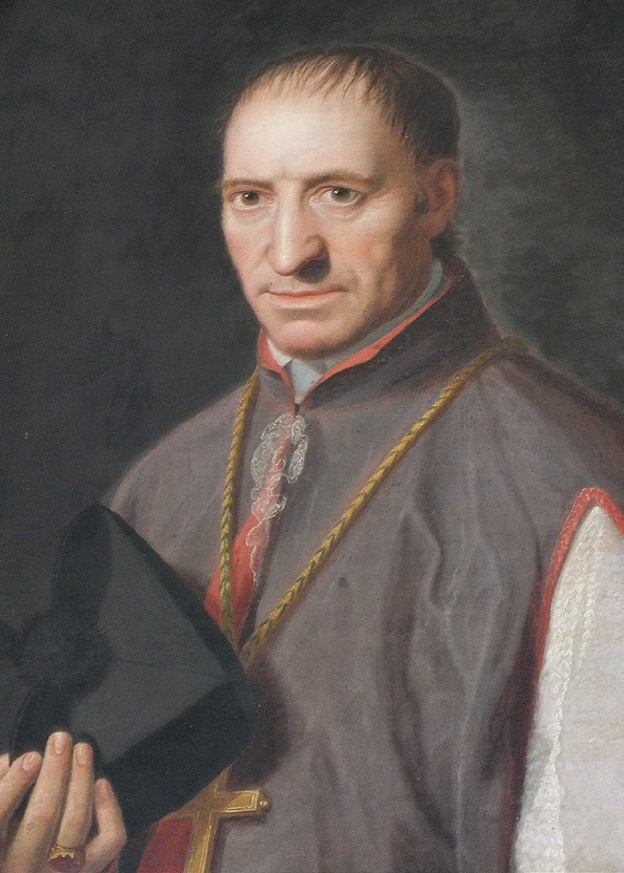
Robert Gradwell, Koadjutor des Apostolischen Vikars von London

Robert Gradwell (* 26. Januar 1777 in Clifton, bei Preston, Grafschaft Lancashire; † 15. März 1833 in London) war ein englischer römisch-katholischer Geistlicher und Koadjutor des Apostolischen Vikars von London.

## Leben
Robert Gradwell wurde als dritter Sohn von John Gradwell und seiner Gattin Margaret geb. Gregson geboren. Er wollte Geistlicher werden und besuchte deshalb ab 1791 das von Kardinal William Allen gegründete englische Priesterseminar in Douai, Nordfrankreich („Collège des Anglais Douai“). Durch die Ereignisse der Französischen Revolution ging das Seminar 1793 unter, die dortigen Theologiestudenten gerieten in Haft. Nach seiner Freilassung kehrte Gradwell 1795 nach England zurück und setzte im neu gegründeten Seminar von Crook Hall bei Durham seine Ausbildung fort. Am 4. Dezember 1802 empfing er durch den Apostolischen Vikar des englischen Nordbezirks die Priesterweihe und wirkte sieben Jahre lang als Lehrer für Literatur und Rhetorik an diesem Seminar, bzw. ab 1808 in dem von Ushaw. Ab 1809 war er Seelsorger in Claughton, heute ein Stadtteil von Lancaster.
1818 wurde in Rom das Päpstliche Englische Kolleg als zentrale Ausbildungsstätte des englischen Klerus wiedergegründet; Kardinal Ercole Consalvi berief Robert Gradwell im Sommer des Jahres zum Rektor. Bald trafen die ersten 10 Studenten aus England ein und der Studienbetrieb begann. Einer seiner Schüler war hier Nicholas Wiseman, der spätere Kardinal-Erzbischof von Westminster. Die englischen Bischöfe ernannten Gradwell zu ihrem Beauftragten in Rom. 1821 zeichnete ihn Papst Pius VII. mit der Ehrendoktorwürde in Theologie (Divinitatis Doctor) aus; er leitete die Anstalt mit großem Erfolg.
In England gab es wegen staatlicher Restriktionen damals noch keine reguläre katholische Kirchenhierarchie. Das Land war in provisorische Kirchensprengel aufgeteilt, die von Apostolischen Vikaren im Range von Titularbischöfen geleitet wurden. Ab 1827 amtierte James Yorke Bramston (1773–1836) als Apostolischer Vikar des Bezirks London, der 1850 mit der Wiederherstellung der katholischen Hierarchie in England in das Erzbistum Westminster umgewandelt wurde. Bramston war stets kränklich und erbat sich bald nach der Amtsübernahme einen Koadjutor zur Unterstützung. Deshalb ernannte Papst Leo XII. Robert Gradwell am 17. Juni 1828 zum Titularbischof von Lydda sowie zum Koadjutor von Bischof Bramston mit dem Recht der Nachfolge. Von Kardinal Placido Zurla erhielt er am 24. Juni desselben Jahres in Rom die Bischofsweihe. Mitkonsekratoren waren Kurienerzbischof Pietro Caprano und der Koadjutor des Apostolischen Vikars des englischen Westbezirks, Peter Augustine Baines OSB. Im August 1828 traf Gradwell in der Heimat ein.

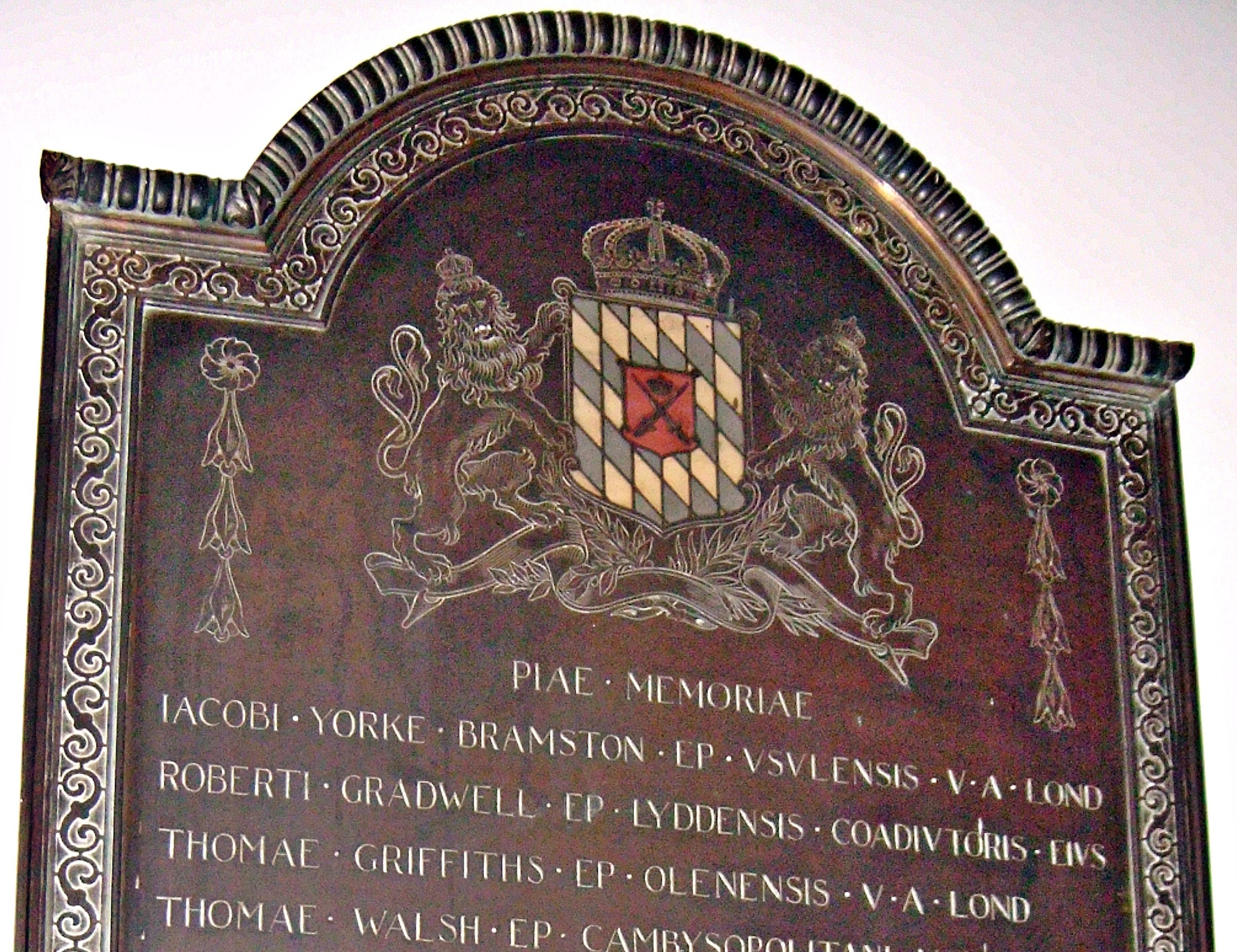
London, Warwick Street Church, Gedenktafel an die ehemals hier unter bayerischem Schutz amtierenden Bischöfe (Ausschnitt mit den Namen der Bischöfe Bramston und Gradwell)

Ab 1830 lebte der Apostolische Vikar James Yorke Bramston mit seinem Koadjutorbischof Gradwell im Haus Golden Square Nr. 36, London. Als provisorische Bischofskirche nutzten sie die nahe, unter bayerischem Gesandtschaftsschutz stehende, Warwick Street Church. Dort befindet sich noch heute eine Erinnerungstafel mit bayerischem Wappen, auf der beide als hier unter bayerischem Schutz amtierende Bischöfe aufgeführt sind.
Robert Gradwell starb 1833 in seiner Residenz am Golden Square an Wassersucht, noch vor Bischof Bramston, dem er hätte nachfolgen sollen. Er wurde in der St. Mary’s Kirche Moorfields beigesetzt. Bei ihrem Abriss (1899) übertrug man die Gebeine der hier bestatteten Bischöfe in die St. Edmund’s Church, Ware (Hertfordshire).
Gradwell veröffentlichte mehrere theologische und historische Schriften, bei Klerus und Laien war er wegen seiner Güte gleichermaßen beliebt.